# Chmelnytskyjs kärnkraftverk
Chmelnytskyjs kärnkraftverk (ukrainska: Хмельницька атомна електростанція АЕС) är ett kärnkraftverk i närheten av staden Netisjyn i Chmelnytskyj oblast i nordvästra Ukraina. Det har två tryckvattenreaktorer av typen VVER-1000 och ytterligare två under byggnad. Den totala elektriska effekten är  1 900 MW.
Den första kärnreaktorn började byggas den 1 november 1981 och reaktor 2 den 1 februari 1985. De anslöts till elnätet år 1988 respektive 2005. Den tredje och fjärde reaktorn började byggas år 1986 respektive 1987 men projektet avbröts 1990 efter Ukrainas moratorium mot nya kärnreaktorer efter Tjernobylolyckan och återupptogs först år 2020. Reaktorerna  skulle ursprungligen ha varit av typ VVER-1000, men Ukrainas regering sade upp avtalet med Rosatom år 2015.
Kraftverket kommer nu att färdigställas med utrustning från två reaktorer av typen AP-1000 från Westinghouse som ursprungligen var avsedda för ett kärnkraftverk i USA.

## Reaktorer
| Station | Typ             | Nettokapacitet | Byggstart       | Nätsynkronisering | Kommersiell drift inleddes |
| ------- | --------------- | -------------- | --------------- | ----------------- | -------------------------- |
| Block 1 | VVER-1000 V-320 | 950 MWe        | 1 november 1981 | 31 december 1987  | 13 augusti 1988            |
| Block 2 | VVER-1000 V-320 | 950 MWe        | 1 februari 1985 | 7 augusti 2004    | 15 december 2005           |
| Block 3 | AP-1000         | 1000 MWe       | 1 mars 1986     | under byggnad     | under byggnad              |
| Block 4 | AP-1000         | 1000 MWe       | 1 februari 1987 | under byggnad     | under byggnad              |